# Championnat de Tchéquie de football 1999-2000
Navigation
Saison 1998-1999 Saison 2000-2001
La saison 1999-2000 du Championnat de République tchèque de football était la 7e édition de la Gambrinus Liga, le championnat de première division de République tchèque. Les 16 clubs de l'élite jouent les uns contre les autres lors de rencontres disputées en matchs aller et retour au sein d'une poule unique.
Le Sparta Prague finit une nouvelle fois en tête du championnat et conserve son titre. C'est le 6e titre de champion de République tchèque en sept ans pour le club.

## Les 16 clubs participants
| - AC Sparta Prague - SK Slavia Prague - FC Stavo Artikel Brno - SFC Opava - FK Jablonec 97 - FC Hradec Kralové - FC Banik Ostrava - FK Teplice | - Chmel Blsany - SK Sigma Olomouc - FC Dukla Pribram - SK Dynamo Ceské Budejovice - Promu de Druha Liga - Slovan Liberec - FK Viktoria Zizkov - Petra Drnovice - FC Bohemians Prague - Promu de Druha Liga |

## Compétition

### Classement
Le barème de points servant à établir le classement se décompose ainsi :
- Victoire : 3 points
- Match nul : 1 point
- Défaite : 0 point

| Rang | Équipe                         | Pts | J  | G  | N  | P  | Bp | Bc | Diff |
| ---- | ------------------------------ | --- | -- | -- | -- | -- | -- | -- | ---- |
| 1    | AC Sparta Prague (T)           | 76  | 30 | 24 | 4  | 2  | 81 | 23 | +58  |
| 2    | SK Slavia Prague               | 68  | 30 | 21 | 5  | 4  | 53 | 25 | +28  |
| 3    | Petra Drnovice                 | 48  | 30 | 14 | 6  | 10 | 36 | 32 | +4   |
| 4    | FC Stavo Artikel Brno          | 42  | 30 | 12 | 6  | 12 | 35 | 33 | +2   |
| 5    | FK Teplice                     | 41  | 30 | 10 | 11 | 9  | 38 | 38 | 0    |
| 6    | FC Dukla Pribram               | 40  | 30 | 11 | 7  | 12 | 33 | 36 | -3   |
| 7    | FC Bohemians Prague (P)        | 40  | 30 | 10 | 10 | 10 | 24 | 28 | -4   |
| 8    | Slovan Liberec (C)             | 38  | 30 | 9  | 11 | 10 | 21 | 24 | -3   |
| 9    | Viktoria Žižkov                | 37  | 30 | 9  | 10 | 11 | 37 | 41 | -4   |
| 10   | Chmel Blšany                   | 37  | 30 | 10 | 7  | 13 | 28 | 45 | -17  |
| 11   | FC Baník Ostrava               | 35  | 30 | 8  | 11 | 11 | 43 | 45 | -2   |
| 12   | SK Sigma Olomouc               | 34  | 30 | 7  | 13 | 10 | 31 | 38 | -7   |
| 13   | FK Jablonec 97                 | 32  | 30 | 7  | 11 | 12 | 24 | 36 | -12  |
| 14   | SK Dynamo Ceské Budejovice (P) | 32  | 30 | 9  | 5  | 16 | 34 | 49 | -15  |
| 15   | SFC Opava                      | 28  | 30 | 6  | 10 | 14 | 31 | 39 | -8   |
| 16   | SK Hradec Králové              | 23  | 30 | 4  | 11 | 15 | 21 | 38 | -17  |

|  | Qualifié pour la Ligue des champions 2000-2001                                                     |
|  | Qualifié pour la Coupe UEFA 2000-2001                                                              |
|  | Qualifié pour la Coupe Intertoto 2000                                                              |
|  | Relégation en 2e division                                                                          |
|  | (T) : Tenant du titre (C) : Vainqueur de la Coupe de République tchèque (P) : Promu de 2e division |

## Bilan de la saison
| Tableau d'Honneur                             |                  |
| Compétition                                   | Vainqueur        |
| Championnat de République tchèque de football | AC Sparta Prague |
| Coupe de République tchèque de football       | Slovan Liberec   |

| Qualifications européennes    |                                 |
| Ligue des champions 2000-2001 | Qualifié                        |
| 1er tour                      | AC Sparta Prague                |
| Coupe UEFA 2000-2001          | Qualifiés                       |
| 1er tour                      | Slovan Liberec SK Slavia Prague |
| Tour préliminaire             | Petra Drnovice                  |
| Coupe Intertoto 2000          | Qualifiés                       |
| 2e tour                       | Chmel Blsany FC Dukla Pribram   |
| 1er tour                      | SK Sigma Olomouc                |

| Promotion et relégation |                                     |
| Relégués en Druhá Liga  | SFC Opava SK Hradec Králové         |
| Promus en První Liga    | FC Synot Staré Mesto Viktoria Plzen |

## Meilleurs buteurs
| Buteur            | Club                                 | Nb de buts |
| ----------------- | ------------------------------------ | ---------- |
| Vratislav Lokvenc | AC Sparta Praha                      | 21         |
| Marek Kincl       | FC Slovan Liberec/FK Viktoria Žižkov | 16         |
| Stanislav Vlček   | SK Sigma Olomouc                     | 13         |
| Vítězslav Tuma    | FK Drnovice                          | 11         |
| Tomáš Janda       | SK Dynamo České Budějovice           | 11         |
| Tomáš Došek       | SK Slavia Praha                      | 11         |
| Horst Siegl       | AC Sparta Praha                      | 11         |